# Nansha (köping i Kina)
Nansha (kinesiska: 南沙, 南沙镇) är en köping i Kina. Den ligger i provinsen Jiangsu, i den östra delen av landet, omkring 150 kilometer öster om provinshuvudstaden Nanjing.
Genomsnittlig årsnederbörd är 1 390 millimeter. Den regnigaste månaden är juli, med i genomsnitt 250 mm nederbörd, och den torraste är januari, med 38 mm nederbörd.